# Love's Sweet Exile
"Love's Sweet Exile" é uma canção da banda britânica de rock Manic Street Preachers, lançada em outubro de 1991 como o segundo single do álbum Generation Terrorists, lançado no ano de 1992.
Com influências do glam e do pop rock, a canção era originalmente chamada de "Faceless Sense of Void". A principal diferença entre a versão lançada e a original é a falta de refrão na versão gravada. A melodia é baseada em uma música do Manic Street Preachers nunca lançada, chamada "Just Can't Be Happy Without You". O grupo – James Dean Bradfield em especial – não se agrada da versão presente no disco.
Alcançou a 26ª posição nas paradas britânicas.

## Faixas

### CD/12"
1. "Love's Sweet Exile"
2. "Repeat (UK)"
3. "Democracy Coma"

### Gatefold 12"
1. "Love's Sweet Exile"
2. "Repeat (UK)"
3. "Democracy Coma"
4. "Stay Beautiful" (ao vivo)

### 7"
1. "Love's Sweet Exile"
2. "Repeat (UK)"

## Ficha técnica
- James Dean Bradfield - vocais, guitarra
- Nicky Wire - baixo
- Sean Moore - bateria
- Richey Edwards - guitarra base